# Mistrzostwa Europy U-21 w Piłce Nożnej 2019 (składy)
Mistrzostwa Europy U-21 w Piłce Nożnej 2019 – składy uczestników.

## Grupa A

### Włochy
Trener: Luigi Di Biagio
Skład reprezentacji Włoch został ogłoszony 6 czerwca 2019. Andrea Pinamonti doznał kontuzji, w związku z tym na jego miejsce został powołany Federico Bonazzoli.
| Nr | Pozycja | Zawodnik           | Klub             |
| -- | ------- | ------------------ | ---------------- |
| 1  | BR      | Emil Audero        | Sampdoria Genua  |
| 16 | BR      | Lorenzo Montipò    | Benevento Calcio |
| 22 | BR      | Alex Meret         | SSC Napoli       |
| 2  | OB      | Arturo Calabresi   | Bologna FC       |
| 3  | OB      | Giuseppe Pezzella  | Genoa CFC        |
| 4  | OB      | Kevin Bonifazi     | SPAL             |
| 6  | OB      | Alessandro Bastoni | Parma FC         |
| 12 | OB      | Federico Dimarco   | Parma FC         |
| 13 | OB      | Gianluca Mancini   | Atalanta Bergamo |
| 15 | OB      | Claud Adjapong     | Sassuolo         |
| 19 | OB      | Filippo Romagna    | Cagliari Calcio  |
| 5  | PO      | Sandro Tonali      | Brescia Calcio   |
| 7  | PO      | Lorenzo Pellegrini | AS Roma          |
| 8  | PO      | Nicolò Zaniolo     | AS Roma          |
| 10 | PO      | Rolando Mandragora | Udinese Calcio   |
| 18 | PO      | Nicolò Barella     | Cagliari Calcio  |
| 21 | PO      | Manuel Locatelli   | Sassuolo         |
| 23 | PO      | Alessandro Murgia  | SPAL             |
| 9  | NA      | Patrick Cutrone    | AC Milan         |
| 11 | NA      | Riccardo Orsolini  | Bologna FC       |
| 14 | NA      | Federico Chiesa    | Fiorentina       |
| 17 | NA      | Federico Bonazzoli | Padova Calcio    |
| 20 | NA      | Moise Kean         | Juventus Turyn   |

### Hiszpania
Trener: Luis de la Fuente
Skład reprezentacji Hiszpanii został ogłoszony na początku czerwca 2019. Pedro Porro doznał kontuzji, w związku z tym został zastąpiony przez Pola Lirolę.
| Nr | Pozycja | Zawodnik              | Klub             |
| -- | ------- | --------------------- | ---------------- |
| 1  | BR      | Antonio Sivera        | Deportivo Alavés |
| 13 | BR      | Unai Simón            | Athletic Bilbao  |
| 23 | BR      | Dani Martin           | Sporting Gijón   |
| 2  | OB      | Jesús Vallejo         | Real Madryt      |
| 3  | OB      | Aarón Martín          | 1. FSV Mainz 05  |
| 4  | OB      | Jorge Meré            | 1. FC Köln       |
| 5  | OB      | Unai Núñez            | Athletic Bilbao  |
| 15 | OB      | Martín Aguirregabiria | Deportivo Alavés |
| 16 | OB      | Pol Lirola            | Sassuolo         |
| 20 | OB      | Junior Firpo          | Real Betis       |
| 6  | PO      | Fabián Ruiz           | SSC Napoli       |
| 7  | PO      | Carlos Soler          | Valencia CF      |
| 8  | PO      | Mikel Merino          | Real Sociedad    |
| 10 | PO      | Dani Ceballos         | Real Madryt      |
| 11 | PO      | Mikel Oyarzabal       | Real Sociedad    |
| 14 | PO      | Igor Zubeldia         | Real Sociedad    |
| 17 | PO      | Alfonso Pedraza       | Villarreal CF    |
| 21 | PO      | Marc Roca             | Espanyol         |
| 22 | PO      | Pablo Fornals         | Villarreal CF    |
| 9  | NA      | Borja Mayoral         | Levante UD       |
| 12 | NA      | Manu Vallejo          | Cádiz CF         |
| 18 | NA      | Rafa Mir              | UD Las Palmas    |
| 19 | NA      | Dani Olmo             | Dinamo Zagrzeb   |

### Polska
Trener: Czesław Michniewicz
Skład reprezentacji Polski został ogłoszony 22 maja 2019. Bartłomiej Drągowski doznał kontuzji, w związku z tym na jego miejsce został powołany Mateusz Lis.
| Nr | Pozycja | Zawodnik            | Klub                       |
| -- | ------- | ------------------- | -------------------------- |
| 1  | BR      | Kamil Grabara       | Aarhus GF                  |
| 12 | BR      | Mateusz Lis         | Wisła Kraków               |
| 22 | BR      | Tomasz Loska        | Górnik Zabrze              |
| 3  | OB      | Kamil Pestka        | Chrobry Głogów             |
| 4  | OB      | Mateusz Wieteska    | Legia Warszawa             |
| 5  | OB      | Paweł Bochniewicz   | Górnik Zabrze              |
| 6  | OB      | Krystian Bielik     | Charlton Athletic          |
| 15 | OB      | Dominik Jończy      | Podbeskidzie Bielsko-Biała |
| 20 | OB      | Robert Gumny        | Lech Poznań                |
| 21 | OB      | Karol Fila          | Lechia Gdańsk              |
| 2  | PO      | Przemysław Płacheta | Podbeskidzie Bielsko-Biała |
| 7  | PO      | Szymon Żurkowski    | Górnik Zabrze              |
| 8  | PO      | Jakub Piotrowski    | Genk                       |
| 10 | PO      | Sebastian Szymański | Legia Warszawa             |
| 13 | PO      | Mateusz Wdowiak     | Cracovia                   |
| 16 | PO      | Patryk Dziczek      | Piast Gliwice              |
| 17 | PO      | Kamil Jóźwiak       | Lech Poznań                |
| 19 | PO      | Filip Jagiełło      | Zagłębie Lubin             |
| 23 | PO      | Konrad Michalak     | Lechia Gdańsk              |
| 9  | NA      | Dawid Kownacki      | Fortuna Düsseldorf         |
| 11 | NA      | Karol Świderski     | PAOK                       |
| 14 | NA      | Adam Buksa          | Pogoń Szczecin             |
| 18 | NA      | Paweł Tomczyk       | Piast Gliwice              |

### Belgia
Trener: Johan Walem
| Nr | Pozycja | Zawodnik            | Klub               |
| -- | ------- | ------------------- | ------------------ |
| 1  | BR      | Nordin Jackers      | Genk               |
| 12 | BR      | Ortwin De Wolf      | Lokeren            |
| 21 | BR      | Jens Teunckens      | Royal Antwerp FC   |
| 2  | OB      | Dion Cools          | Club Brugge        |
| 3  | OB      | Sebastiaan Bornauw  | Anderlecht         |
| 4  | OB      | Wout Faes           | KV Oostende        |
| 5  | OB      | Casper de Norre     | Genk               |
| 13 | OB      | Rocky Bushiri       | KAS Eupen          |
| 18 | OB      | Jur Schryvers       | Waasland-Beveren   |
| 22 | OB      | Elias Cobbaut       | Anderlecht         |
| 6  | PO      | Samuel Bastien      | Standard Liège     |
| 8  | PO      | Bryan Heynen        | Genk               |
| 14 | PO      | Stéphane Omeonga    | Genoa CFC          |
| 15 | PO      | Alexis De Sart      | Sint-Truidense VV  |
| 16 | PO      | Yari Verschaeren    | Anderlecht         |
| 17 | PO      | Alexis Saelemaekers | Anderlecht         |
| 20 | PO      | Dries Wouters       | KRC Genk           |
| 23 | PO      | Orel Mangala        | Hamburger SV       |
| 7  | NA      | Isaac Mbenza        | Huddersfield Town  |
| 9  | NA      | Aaron Leya Iseka    | Toulouse FC        |
| 10 | NA      | Siebe Schrijvers    | Club Brugge        |
| 11 | NA      | Dodi Lukebakio      | Fortuna Düsseldorf |
| 19 | NA      | Francis Amuzu       | Anderlecht         |

## Grupa B

### Niemcy
Trener: Stefan Kuntz
Opracowano na podstawie:
| Nr | Pozycja | Zawodnik               | Klub                     |
| -- | ------- | ---------------------- | ------------------------ |
| 1  | BR      | Alexander Nübel        | Schalke 04 Gelsenkirchen |
| 12 | BR      | Florian Müller         | 1. FSV Mainz 05          |
| 23 | BR      | Markus Schubert        | Dynamo Drezno            |
| 2  | OB      | Benjamin Henrichs      | AS Monaco                |
| 3  | OB      | Lukas Klostermann      | RB Lipsk                 |
| 4  | OB      | Jonathan Tah           | Bayer Leverkusen         |
| 5  | OB      | Timo Baumgartl         | VfB Stuttgart            |
| 14 | OB      | Maximilian Mittelstädt | Hertha BSC               |
| 15 | OB      | Waldemar Anton         | Hannover 96              |
| 17 | OB      | Felix Uduokhai         | VfL Wolfsburg            |
| 20 | OB      | Robin Koch             | SC Freiburg              |
| 22 | OB      | Eduard Löwen           | 1. FC Nürnberg           |
| 6  | PO      | Maximilian Eggestein   | Werder Brema             |
| 7  | PO      | Levin Öztunalı         | 1. FSV Mainz 05          |
| 8  | PO      | Mahmoud Dahoud         | Borussia Dortmund        |
| 16 | PO      | Suat Serdar            | Schalke 04 Gelsenkirchen |
| 18 | PO      | Nadiem Amiri           | Hoffenheim               |
| 19 | PO      | Florian Neuhaus        | Borussia Mönchengladbach |
| 21 | PO      | Arne Maier             | Hertha Berlin            |
| 9  | NA      | Lukas Nmecha           | Preston North End        |
| 10 | NA      | Luca Waldschmidt       | SC Freiburg              |
| 11 | NA      | Marco Richter          | FC Augsburg              |
| 13 | NA      | Johannes Eggestein     | Werder Brema             |

### Dania
Trener: Niels Frederiksen
Skład reprezentacji Danii został ogłoszony na początku czerwca 2019. Joachim Andersen doznał kontuzji, w związku z tym został zastąpiony przez Jonasa Bagera.
| Nr | Pozycja | Zawodnik              | Klub                     |
| -- | ------- | --------------------- | ------------------------ |
| 1  | BR      | Daniel Iversen        | Oldham Athletic          |
| 16 | BR      | Peter Vindahl Jensen  | FC Nordsjælland          |
| 22 | BR      | Oskar Snorre          | Lyngby BK                |
| 2  | OB      | Rasmus Kristensen     | AFC Ajax                 |
| 3  | OB      | Jacob Rasmussen       | Empoli                   |
| 4  | OB      | Jonas Bager           | Randers                  |
| 5  | OB      | Victor Nelsson        | FC Nordsjælland          |
| 12 | OB      | Asger Sørensen        | SSV Jahn Regensburg      |
| 13 | OB      | Mads Pedersen         | FC Nordsjælland          |
| 15 | OB      | Joakim Mæhle          | Genk                     |
| 19 | OB      | Andreas Poulsen       | Borussia Mönchengladbach |
| 6  | PO      | Philip Billing        | Huddersfield Town        |
| 7  | PO      | Mikkel Duelund        | Dynamo Kijów             |
| 8  | PO      | Mathias Jensen        | Celta Vigo               |
| 10 | PO      | Robert Skov           | FC Kopenhaga             |
| 11 | PO      | Jacob Bruun Larsen    | Borussia Dortmund        |
| 14 | PO      | Anders Dreyer         | St. Mirren               |
| 18 | PO      | Oliver Abildgaard     | Aalborg BK               |
| 20 | PO      | Magnus Kofod Andersen | FC Nordsjælland          |
| 21 | PO      | Jens Stage            | Aarhus GF                |
| 9  | NA      | Marcus Ingvartsen     | Genk                     |
| 17 | NA      | Andreas Skov Olsen    | FC Nordsjælland          |
| 23 | NA      | Jonas Wind            | FC Kopenhaga             |

### Serbia
Trener: Goran Đorović
Opracowano na podstawie:
| Nr | Pozycja | Zawodnik           | Klub                |
| -- | ------- | ------------------ | ------------------- |
| 1  | BR      | Boris Radunović    | Cremonese           |
| 12 | BR      | Dragan Rosić       | Mladost Lučani      |
| 23 | BR      | Miloš Ostojić      | FK Spartak Subotica |
| 2  | OB      | Milan Gajić        | FK Crvena zvezda    |
| 3  | OB      | Aleksa Terzić      | Graficar            |
| 4  | OB      | Nikola Milenković  | Fiorentina          |
| 5  | OB      | Erhan Mašović      | Club Brugge         |
| 13 | OB      | Miroslav Bogosavac | FK Čukarički        |
| 14 | OB      | Vukašin Jovanović  | Bordeaux            |
| 15 | OB      | Svetozar Marković  | FK Partizan         |
| 16 | OB      | Srđan Babić        | FK Crvena zvezda    |
| 6  | PO      | Uroš Račić         | CD Tenerife         |
| 8  | PO      | Danilo Pantić      | FK Partizan         |
| 10 | PO      | Andrija Živković   | Benfica Lizbona     |
| 17 | PO      | Luka Adžić         | Anderlecht          |
| 19 | PO      | Lazar Ranđelović   | Radnički Nisz       |
| 20 | PO      | Saša Lukić         | Torino              |
| 7  | NA      | Nemanja Radonjić   | Olympique Marsylia  |
| 9  | NA      | Luka Jović         | Eintracht Frankfurt |
| 11 | NA      | Ivan Šaponjić      | Benfica Lizbona B   |
| 18 | NA      | Dejan Joveljić     | FK Crvena zvezda    |
| 21 | NA      | Igor Zlatanović    | Radnik Surdulica    |
| 22 | NA      | Aleksandar Lutovac | FK Partizan         |

### Austria
Trener: Werner Gregoritsch
Opracowano na podstawie:
| Nr | Pozycja | Zawodnik              | Klub             |
| -- | ------- | --------------------- | ---------------- |
| 1  | BR      | Johannes Kreidl       | SV Ried          |
| 12 | BR      | Patrick Pentz         | Austria Wiedeń   |
| 23 | BR      | Alexander Schlager    | LASK Linz        |
| 2  | OB      | Marco Friedl          | Werder Brema     |
| 3  | OB      | Emir Karic            | Altach           |
| 4  | OB      | Stefan Posch          | Hoffenheim       |
| 5  | OB      | Philipp Lienhart      | SC Freiburg      |
| 6  | OB      | Kevin Danso           | FC Augsburg      |
| 13 | OB      | Maximilian Ullmann    | LASK Linz        |
| 15 | OB      | Dario Maresic         | Sturm Graz       |
| 22 | OB      | Sandro Ingolitsch     | St. Pölten       |
| 8  | PO      | Xaver Schlager        | RB Salzburg      |
| 10 | PO      | Petar Gluhakovic      | Austria Wiedeń   |
| 11 | PO      | Mathias Honsak        | Holstein Kiel    |
| 14 | PO      | Husein Balić          | St. Pölten       |
| 17 | PO      | Ivan Ljubic           | Sturm Graz       |
| 18 | PO      | Dejan Ljubicic        | Rapid Wiedeń     |
| 19 | PO      | Hannes Wolf           | RB Salzburg      |
| 20 | PO      | Christoph Baumgartner | Hoffenheim       |
| 21 | PO      | Sascha Horvath        | Wacker Innsbruck |
| 7  | NA      | Adrian Grbić          | Altach           |
| 9  | NA      | Marko Kvasina         | SV Mattersburg   |
| 16 | NA      | Saša Kalajdžić        | Admira Wacker    |

## Grupa C

### Anglia
Trener: Aidy Boothroyd
Skład reprezentacji Anglii został ogłoszony 27 maja 2019. 
| Nr | Pozycja | Zawodnik              | Klub                    |
| -- | ------- | --------------------- | ----------------------- |
| 1  | BR      | Dean Henderson        | Sheffield United        |
| 13 | BR      | Angus Gunn            | Southampton             |
| 22 | BR      | Freddie Woodman       | Newcastle United        |
| 2  | OB      | Aaron Wan-Bissaka     | Crystal Palace          |
| 3  | OB      | Jay Dasilva           | Chelsea                 |
| 4  | OB      | Jake Clarke-Salter    | Chelsea                 |
| 5  | OB      | Fikayo Tomori         | Derby County            |
| 12 | OB      | Jonjoe Kenny          | Everton                 |
| 14 | OB      | Lloyd Kelly           | AFC Bournemouth         |
| 15 | OB      | Ezri Konsa            | Brentford               |
| 6  | PO      | Kieran Dowell         | Everton                 |
| 8  | PO      | James Maddison        | Leicester City          |
| 10 | PO      | Phil Foden            | Manchester City         |
| 11 | PO      | Ryan Sessegnon        | Fulham                  |
| 16 | PO      | Hamza Choudhury       | Leicester City          |
| 17 | PO      | Harvey Barnes         | Leicester City          |
| 18 | PO      | Mason Mount           | Derby County            |
| 20 | PO      | Morgan Gibbs-White    | Wolverhampton Wanderers |
| 7  | NA      | Demarai Gray          | Leicester City          |
| 9  | NA      | Dominic Solanke       | AFC Bournemouth         |
| 19 | NA      | Dominic Calvert-Lewin | Everton                 |
| 21 | NA      | Reiss Nelson          | Arsenal                 |
| 23 | NA      | Tammy Abraham         | Aston Villa             |

### Francja
Trener: Sylvain Ripoll
Opracowano na podstawie:
| Nr | Pozycja | Zawodnik             | Klub                |
| -- | ------- | -------------------- | ------------------- |
| 1  | BR      | Gautier Larsonneur   | Brest               |
| 16 | BR      | Maxence Prévot       | Sochaux             |
| 23 | BR      | Paul Bernardoni      | Nîmes               |
| 2  | OB      | Kelvin Amian         | Toulouse            |
| 3  | OB      | Fodé Ballo-Touré     | AS Monaco           |
| 4  | OB      | Ibrahima Konaté      | RB Lipsk            |
| 5  | OB      | Dayot Upamecano      | RB Lipsk            |
| 13 | OB      | Colin Dagba          | Paris Saint-Germain |
| 15 | OB      | Malang Sarr          | OGC Nice            |
| 17 | OB      | Moussa Niakhaté      | 1. FSV Mainz 05     |
| 6  | PO      | Lucas Tousart        | Olympique Lyon      |
| 7  | PO      | Romain Del Castillo  | Stade Rennais       |
| 8  | PO      | Houssem Aouar        | Olympique Lyon      |
| 10 | PO      | Mattéo Guendouzi     | Arsenal             |
| 12 | PO      | Jonathan Ikoné       | Lille               |
| 18 | PO      | Ibrahima Sissoko     | Strasbourg          |
| 19 | PO      | Anthony Caci         | Strasbourg          |
| 21 | PO      | Olivier Ntcham       | Celtic Glasgow      |
| 22 | PO      | Jeff Reine-Adélaïde  | Angers              |
| 9  | NA      | Moussa Dembélé       | Olympique Lyon      |
| 11 | NA      | Jean-Philippe Mateta | 1. FSV Mainz 05     |
| 14 | NA      | Jonathan Bamba       | Lille               |
| 20 | NA      | Marcus Thuram        | Guingamp            |

### Rumunia
Trener: Mirel Rădoi
Skład reprezentacji Rumunii został ogłoszony 28 maja 2019. Denis Drăguș doznał kontuzji, w związku z tym został zastąpiony przez Ricardo Grigore.
| Nr | Pozycja | Zawodnik           | Klub                     |
| -- | ------- | ------------------ | ------------------------ |
| 1  | BR      | Ionuț Radu         | Genoa CFC                |
| 12 | BR      | Cătălin Căbuz      | FC Hermannstadt          |
| 23 | BR      | Andrei Vlad        | FCSB                     |
| 2  | OB      | Radu Boboc         | Viitorul Konstanca       |
| 3  | OB      | Florian Ștefan     | Sepsi Sfântu Gheorghe    |
| 4  | OB      | Alexandru Pașcanu  | Leicester City           |
| 5  | OB      | Ionuț Nedelcearu   | FK Ufa                   |
| 6  | OB      | Cristian Manea     | CFR Cluj                 |
| 13 | OB      | Ricardo Grigore    | Dinamo Bukareszt         |
| 15 | OB      | Virgil Ghiță       | Viitorul Konstanca       |
| 18 | OB      | Adrián Rus         | Sepsi Sfântu Gheorghe    |
| 7  | PO      | Florinel Coman     | FCSB                     |
| 8  | PO      | Dennis Man         | FCSB                     |
| 10 | PO      | Ianis Hagi         | Viitorul Konstanca       |
| 14 | PO      | Vlad Dragomir      | AC Perugia               |
| 16 | PO      | Dragoș Nedelcu     | FCSB                     |
| 17 | PO      | Alexandru Cicâldău | CS Universitatea Craiova |
| 20 | PO      | Andrei Ciobanu     | Viitorul Konstanca       |
| 21 | PO      | Tudor Băluță       | Viitorul Konstanca       |
| 22 | PO      | Darius Olaru       | Gaz Metan Mediaș         |
| 9  | NA      | George Pușcaș      | Palermo FC               |
| 11 | NA      | Adrian Petre       | Esbjerg                  |
| 19 | NA      | Andrei Ivan        | Rapid Wiedeń             |

### Chorwacja
Trener: Nenad Gračan
Skład reprezentacji Chorwacji został ogłoszony na początku czerwca 2019.
| Nr | Pozycja | Zawodnik            | Klub                  |
| -- | ------- | ------------------- | --------------------- |
| 1  | BR      | Ivo Grbić           | NK Lokomotiva Zagrzeb |
| 12 | BR      | Josip Posavec       | Hajduk Split          |
| 23 | BR      | Adrian Šemper       | Chievo Werona         |
| 2  | OB      | Filip Uremović      | Rubin Kazań           |
| 3  | OB      | Borna Sosa          | VfB Stuttgart         |
| 5  | OB      | Nikola Katić        | Glasgow Rangers       |
| 6  | OB      | Filip Benković      | Celtic Glasgow        |
| 15 | OB      | Branimir Kalaica    | Benfica Lizbona       |
| 16 | OB      | Toni Borevković     | Rio Ave               |
| 21 | OB      | Domagoj Bradarić    | Hajduk Split          |
| 22 | OB      | Marijan Čabraja     | HNK Gorica            |
| 4  | PO      | Ivan Šunjić         | Dinamo Zagrzeb        |
| 8  | PO      | Nikola Vlašić       | CSKA Moskwa           |
| 11 | PO      | Luka Ivanušec       | NK Lokomotiva Zagrzeb |
| 13 | PO      | Lovro Majer         | Dinamo Zagrzeb        |
| 14 | PO      | Kristijan Bistrović | CSKA Moskwa           |
| 17 | PO      | Toma Bašić          | Girondins Bordeaux    |
| 20 | PO      | Nikola Moro         | Dinamo Zagrzeb        |
| 7  | NA      | Josip Brekalo       | VfL Wolfsburg         |
| 9  | NA      | Marin Jakoliš       | Admira Wacker         |
| 10 | NA      | Alen Halilović      | Standard Liège        |
| 18 | NA      | Robert Murić        | HNK Rijeka            |
| 19 | NA      | Sandro Kulenović    | Legia Warszawa        |